# 拉布勒特尼耶尔 (杜省)
拉布勒特尼耶尔（法語：La Bretenière，法語發音：[la bʁətnjɛʁ]）是法国杜省的一个市镇，属于贝桑松区。

## 地理
拉布勒特尼耶尔（47°22'52"N, 6°16'28"E）面积4.16 平方千米，位于法国勃艮第-弗朗什-孔泰大區杜省，该省份为法国东部内陆省份，北起上索恩省，西接汝拉省，东部及东南部与瑞士接壤，东北部与贝尔福地区省接壤。
与拉布勒特尼耶尔接壤的市镇（或旧市镇、城区）包括：巴特南莱米讷、瓦勒德鲁朗、鲁日蒙托、图尔南、博姆莱达姆。

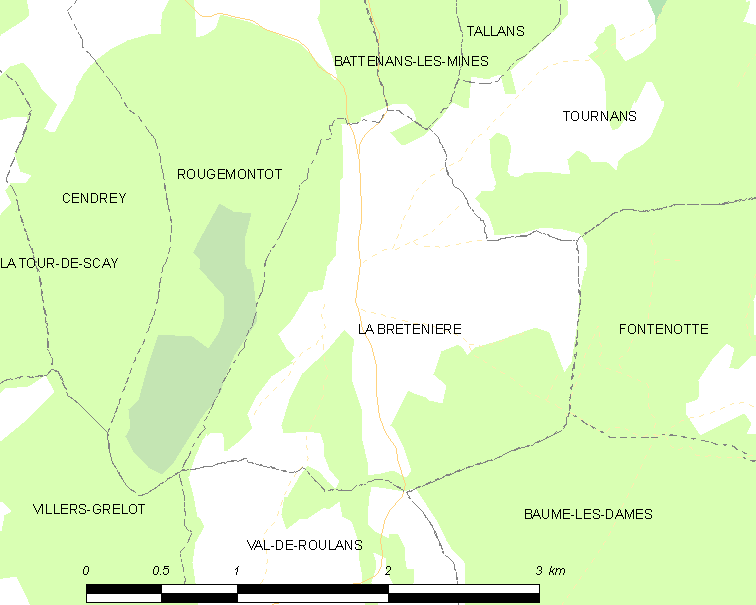
的OSM定位图

拉布勒特尼耶尔的时区为UTC+01:00、UTC+02:00（夏令时）。

## 行政
拉布勒特尼耶尔的邮政编码为25640，INSEE市镇编码为25092。

## 政治
拉布勒特尼耶尔所属的省级选区为博姆莱达姆县。

## 人口

1962-2008年间人口变化图示

拉布勒特尼耶尔于2022年1月1日时的人口数量为70人。